# Campionat de França de motocròs
El Campionat de França de Motocròs (en francès: Championnat de France de Motocross), regulat per la federació francesa de motociclisme (FFM, Fédération française de motocyclisme), és la màxima competició de motocròs que es disputa a França.
Es tracta d'un dels campionats que se celebren actualment d'aquesta disciplina més antics. Segons algunes fonts, el motocròs (nascut a Anglaterra cap a 1924 amb el nom de scramble), rebé el seu nom actual justament a França. Sembla que aquest esport, un cop originat al comtat anglès de Surrey, es va escampar ràpidament a ambdós costats del Canal de la Mànega i els francesos, en adoptar-lo, li varen donar un lleuger canvi d'imatge: escurçament de les pistes, addició de voltes i un seguit d'obstacles artificials -com ara salts i revolts. També li canviaren el nom a Moto-Cross, combinació de "moto" i "cross country".
Per bé que inicialment els participants al campionat de França no destacaven especialment en competicions internacionals, d'ençà de la dècada de 1980 la situació començà a fer un tomb important fins a capgirar-se totalment, de manera que aquest és actualment un dels campionats de referència internacional i molts dels seus guanyadors són alhora campions del món, com és ara el cas de Jacky Vimond, Mickaël Pichon o els occitans Jean-Michel Bayle i Yves Demaria, entre d'altres.
El campionat francès ha anat variant de categories al llarg dels anys, fins a arribar a la fórmula actual de dues categories, MX1 i MX2, estrenada el 2006.

## Llista de guanyadors
Font:

### Primera etapa (1949-1970)
| Any  | 500 cc               | 500 cc      |
| Any  | Campió               | Motocicleta |
| ---- | -------------------- | ----------- |
| 1950 | Gilbert Brassine     | Sarolea     |
| 1951 | Gilbert Brassine     | FN          |
| 1952 | Gilbert Brassine     | FN          |
| 1953 | Gilbert Brassine     | BSA         |
| 1954 | Carlo Molinari       | Gilera      |
| 1955 | Carlo Molinari       | Gilera      |
| 1956 | Michel Jacquemin     | BSA         |
| 1957 | Gilbert Brassine     | BSA         |
| 1958 | Robert Klym          | BSA         |
| 1959 | Jean Hazianis        | BSA         |
| 1960 | Robert Klym          | BSA         |
| 1961 | André Chuchart       | Triumph     |
| 1962 | Jean Hazianis        | Triumph     |
| 1963 | Guy Bertrand         | Triumph     |
| 1964 | Guy Bertrand         | Triumph     |
| 1965 | Guy Bertrand         | Triumph     |
| 1966 | Jean-Claude Regnault | Triumph     |
| 1967 | Guy Bertrand         | Triumph     |
| 1968 | Jacky Porte          | Montesa     |
| 1969 | Jacques Vernier      | ČZ          |
| 1970 | Denis Portal         | Maico       |

#### Categories discontinuades
Font:
| Any  | 350 cc            | 350 cc        | 250 cc            | 250 cc      |
| Any  | Campió            | Motocicleta   | Campió            | Motocicleta |
| ---- | ----------------- | ------------- | ----------------- | ----------- |
| 1949 | Michel Verrecchia | AMS           | Robert Moury      | DKW         |
| 1950 | Henri Frantz      | Matchless     | Robert Moury      | Puch        |
| 1951 | Jacques Melioli   | Royal Enfield | René Klym         | NSU         |
| 1952 | Carlo Molinari    | BSA           | Michel Benard     | NSU         |
| 1953 | Paul Godey        | BSA           | Michel Benard     | NSU         |
| 1954 | Robert Klym       | BSA           | René Klym         | NSU         |
| 1955 | Jean Hazianis     | BSA           | Georges Delpeyrat | NSU         |

### Segona etapa (1971-2005)
| Any  | 500 cc             | 500 cc      | 250 cc             | 250 cc      | 125 cc              | 125 cc      |
| Any  | Campió             | Motocicleta | Campió             | Motocicleta | Campió              | Motocicleta |
| ---- | ------------------ | ----------- | ------------------ | ----------- | ------------------- | ----------- |
| 1971 | Serge Bacou        | Bultaco     | Serge Bacou        | Bultaco     | -                   | -           |
| 1972 | Serge Bacou        | Bultaco     | Jean-Claude Nowack | Montesa     | Gilles Francru      | Husqvarna   |
| 1973 | Serge Bacou        | Bultaco     | Jean-Claude Nowack | Montesa     | Louis Jallat        | Yamaha      |
| 1974 | Serge Bacou        | Bultaco     | Jean-Claude Nowack | Montesa     | Christian Neimer    | Monark      |
| 1975 | Michel Combes      | Montesa     | Daniel Péan        | Maico       | Jean-Paul Hippolyte | Kawasaki    |
| 1976 | Serge Bacou        | Bultaco     | Daniel Péan        | Maico       | Jean-Paul Hippolyte | Kawasaki    |
| 1977 | Serge Bacou        | Bultaco     | Jean-Jacques Bruno | KTM         | Patrick Boniface    | KTM         |
| 1978 | Jean-Jacques Bruno | KTM         | Daniel Péan        | Maico       | Patrick Gervaise    | Yamaha      |
| 1979 | Jean-Jacques Bruno | KTM         | Patrick Boniface   | KTM         | Jacky Vimond        | Yamaha      |
| 1980 | Jean-Jacques Bruno | Suzuki      | Jean-Michel Baron  | Portal      | Jacky Vimond        | Yamaha      |
| 1981 | Jean-Jacques Bruno | Suzuki      | Patrick Fura       | Husqvarna   | Jacky Vimond        | Yamaha      |
| 1982 | Patrick Boniface   | Honda       | Jacky Vimond       | Yamaha      | Yannick Kervella    | KTM         |
| 1983 | Patrick Fura       | Husqvarna   | Yannick Kervella   | KTM         | Patrick Perrier     | Yamaha      |
| 1984 | Jean-Paul Mingels  | Yamaha      | Jacky Vimond       | Yamaha      | Jean-Luc Fouchet    | Yamaha      |
| 1985 | Jean-Jacques Bruno | Kawasaki    | Jacky Vimond       | Yamaha      | Christian Vimond    | Honda       |

| Any  | Open             | Open        | 125cc              | 125cc       |
| Any  | Campió           | Motocicleta | Campió             | Motocicleta |
| ---- | ---------------- | ----------- | ------------------ | ----------- |
| 1986 | Yves Gervaise    | KTM         | Patrick Perrier    | Honda       |
| 1987 | Christian Vimond | Honda       | Jean-Michel Bayle  | Honda       |
| 1988 | Jacky Vimond     | Yamaha      | Jean-Michel Bayle  | Honda       |
| 1989 | Jacky Vimond     | Honda       | Yves Demaria       | Yamaha      |
| 1990 | Yannick Kervella | Kawasaki    | Yves Demaria       | Yamaha      |
| 1991 | Yannick Kervella | Kawasaki    | Yves Demaria       | Yamaha      |
| 1992 | Yann Guédard     | Kawasaki    | Yves Demaria       | Suzuki      |
| 1993 | Frédéric Bolley  | Yamaha      | Yves Demaria       | Suzuki      |
| 1994 | Yves Demaria     | Honda       | Mickaël Pichon     | Honda       |
| 1995 | Yves Demaria     | Yamaha      | Sébastien Tortelli | Kawasaki    |
| 1996 | Yves Demaria     | Honda       | Sébastien Tortelli | Kawasaki    |
| 1997 | Nicolas Cailly   | Honda       | Frédéric Vialle    | Yamaha      |
| 1998 | Thierry Bethys   | Honda       | David Vuillemin    | Yamaha      |
| 1999 | David Vuillemin  | Yamaha      | Johnny Aubert      | Husqvarna   |
| 2000 | Yves Demaria     | Yamaha      | Luigi Séguy        | Yamaha      |
| 2001 | Yves Demaria     | Yamaha      | Luigi Séguy        | Yamaha      |
| 2002 | Mickaël Pichon   | Suzuki      | Mickaël Maschio    | Kawasaki    |
| 2003 | Thierry Bethys   | Honda       | Mickaël Maschio    | Kawasaki    |
| 2004 | Mickaël Pichon   | Honda       | Sébastien Pourcel  | Kawasaki    |
| 2005 | Mickaël Pichon   | Honda       | Christophe Pourcel | Kawasaki    |

### Tercera etapa (2006-Actualitat)
A 1 de desembre de 2024
| Any  | MX1                 | MX1         | MX2               | MX2         |
| Any  | Campió              | Motocicleta | Campió            | Motocicleta |
| ---- | ------------------- | ----------- | ----------------- | ----------- |
| 2006 | Pascal Leuret       | Honda       | Sébastien Pourcel | Kawasaki    |
| 2007 | Sébastien Pourcel   | Kawasaki    | Nicolas Aubin     | Yamaha      |
| 2008 | Sébastien Pourcel   | Kawasaki    | Steven Frossard   | Kawasaki    |
| 2009 | David Vuillemin     | Kawasaki    | Marvin Musquin    | KTM         |
| 2010 | Xavier Boog         | Kawasaki    | Steven Frossard   | Kawasaki    |
| 2011 | Xavier Boog         | Kawasaki    | Nicolas Aubin     | KTM         |
| 2012 | Sébastien Pourcel   | Kawasaki    | Valentin Teillet  | Kawasaki    |
| 2013 | Cedric Soubeyras    | Honda       | Dylan Ferrandis   | Kawasaki    |
| 2014 | Sébastien Pourcel   | KTM         | Damon Graulus     | KTM         |
| 2015 | Xavier Boog         | Kawasaki    | Maxime Desprey    | Kawasaki    |
| 2016 | Grégory Aranda      | Yamaha      | Mathys Boisramé   | Yamaha      |
| 2017 | Xavier Boog         | Honda       | Florent Richier   | Suzuki      |
| 2018 | Xavier Boog         | Honda       | Mathys Boisramé   | Honda       |
| 2019 | Maxime Desprey      | Honda       | Stephen Rubini    | Honda       |
| 2020 | Jeremy van Horebeek | Honda       | Pierre Goupillon  | Kawasaki    |
| 2021 | Maxime Desprey      | Yamaha      | Pierre Goupillon  | KTM         |
| 2022 | Milko Potisek       | Yamaha      | Pierre Goupillon  | KTM         |
| 2023 | Valentin Guillod    | Honda       | Pierre Goupillon  | KTM         |
| 2024 | Maxime Desprey      | Yamaha      | Mathis Valin      | Kawasaki    |

## Estadístiques

### Campions amb més de 3 títols
A 1 de desembre de 2024
| Pilot              | Títols                              |
| ------------------ | ----------------------------------- |
| Yves Demaria       | 10 (5 x Open, 5 x 125cc)            |
| Jacky Vimond       | 8 (2 x Open, 3 x 250 cc, 3 x 125cc) |
| Serge Bacou        | 7 (6 x 500cc, 1 x 250cc)            |
| Jean-Jacques Bruno | 6 (5 x 500cc, 1 x 250cc)            |
| Sébastien Pourcel  | 6 (4 x MX1, 1 x MX2, 1 x 125cc)     |
| Gilbert Brassine   | 5 (5 x 500cc)                       |
| Xavier Boog        | 5 (5 x MX1)                         |
| Yannick Kervella   | 4 (2 x Open, 1 x 250cc, 1 x 125cc)  |
| Guy Bertrand       | 4 (4 x 500cc)                       |
| Mickaël Pichon     | 4 (3 x Open, 1 x 125cc)             |
| Maxime Desprey     | 4 (3 x MX1, 1 x MX2)                |
| Pierre Goupillon   | 4 (4 x MX2)                         |

## Categories inferiors
Font:

### Primera etapa (1969-1984)
| Any  | Junior               | Junior      |
| Any  | Campió               | Motocicleta |
| ---- | -------------------- | ----------- |
| 1969 | Roger Barbara        | Husqvarna   |
| 1970 | Jean-Pierre Mougin   | Maico       |
| 1971 | Patrick Drobecq      | Yamaha      |
| 1972 | Jean-Claude Bontemps | Husqvarna   |
| 1973 | Michel Merel         | Montesa     |
| 1974 | Jean-Jacques Bruno   | KTM         |
| 1975 | Denis Vimond         | Honda       |
| 1976 | Patrick Boniface     | KTM         |
| 1977 | Patrick Gervaise     | KTM         |
| 1978 | Jacky Vimond         | Suzuki      |
| 1979 | Vincent Chastanet    | KTM         |
| 1980 | Yves Gervaise        | Yamaha      |
| 1981 | Olivier Robert       | Yamaha      |
| 1982 | Dominique Vulliez    | Yamaha      |
| 1983 | Thierry Lassaigne    | Yamaha      |
| 1984 | Philippe Gay         | KTM         |

### Segona etapa (1985-Actualitat)
A 1 de desembre de 2024
| Any  | 125cc Junior       | 125cc Junior | 80cc Cadet              | 80cc Cadet  |
| Any  | Campió             | Motocicleta  | Campió                  | Motocicleta |
| ---- | ------------------ | ------------ | ----------------------- | ----------- |
| 1985 | Patrick Demaria    | Yamaha       | Jérome Belval           | Kawasaki    |
| 1986 | Thierry Noizier    | Kawasaki     | Yves Demaria            | Yamaha      |
| 1987 | Yves Demaria       | Yamaha       | Frédéric Bolley         | Honda       |
| 1988 | Thierry Bethys     | Honda        | Mickaël Pichon          | Honda       |
| 1989 | Fabien Guéné       | Honda        | Mickaël Pichon          | Honda       |
| 1990 | Cyril Porte        | Suzuki       | Jean-Roch Peres         | Honda       |
| 1991 | Mickaël Pichon     | Honda        | Luigi Séguy             | Kawasaki    |
| 1992 | Jean-Roch Peres    | Suzuki       | Sébastien Tortelli      | Kawasaki    |
| 1993 | Sébastien Carrico  | Kawasaki     | Johnny Aubert           | Yamaha      |
| 1994 | Stéphane Roncada   | Honda        | Mathieu Lafaix          | Kawasaki    |
| 1995 | Sébastien Trottier | Honda        | Eric Sorby              | Yamaha      |
| 1996 | Johnny Aubert      | KTM          | Steve Boniface          | Honda       |
| 1997 | Eric Sorby         | Kawasaki     | Steve Boniface          | Honda       |
| 1998 | Steve Boniface     | Honda        | Nicolas Delepierre      | Kawasaki    |
| 1999 | Pascal Leuret      | Honda        | Benjamin Coisy          | Yamaha      |
| 2000 | Christophe Martin  | Husqvarna    | Thomas Allier           | Honda       |
| 2001 | Sébastien Pourcel  | Kawasaki     | Christophe Pourcel      | Kawasaki    |
| 2002 | Jeremy Tarroux     | Suzuki       | Christophe Pourcel      | Kawasaki    |
| 2003 | Anthony Boissière  | Kawasaki     | Christophe Pourcel      | Kawasaki    |
| 2004 | Nicolas Aubin      | KTM          | Grégory Aranda          | Kawasaki    |
| 2005 | Steven Frossard    | KTM          | Marvin Musquin          | Kawasaki    |
|      | 125cc Junior       | 125cc Junior | 85cc Cadet              | 85cc Cadet  |
| 2006 | Khounsith Vongsana | KTM          | Loïc Larrieu            | KTM         |
| 2007 | Cédric Soubeyras   | Yamaha       | Jason Clermont          | Honda       |
| 2008 | Mathias Bellino    | Yamaha       | Dylan Ferrandis         | Yamaha      |
| 2009 | Richard Fura       | Yamaha       | Maxime Desprey          | Yamaha      |
| 2010 | Jordi Tixier       | KTM          | Nicolas Dercourt        | Yamaha      |
| 2011 | Simon Mallet       | Yamaha       | Thomas Do               | KTM         |
| 2012 | Paul Stauder       | KTM          | David Herbreteau        | Kawasaki    |
| 2013 | Nicolas Dercourt   | Yamaha       | Bastien Guillaume       | KTM         |
|      | 125cc Junior       | 125cc Junior | 85cc Espoir             | 85cc Espoir |
| 2014 | David Herbreteau   | Yamaha       | Calvin Fonvieille       | KTM         |
| 2015 | Maxime Renaux      | Yamaha       | Brian Moreau-Strubhar   | Kawasaki    |
| 2016 | Stephen Rubini     | KTM          | Tom Guyon               | TM          |
| 2017 | Calvin Fonvieille  | KTM          | Pablo Metayer           | KTM         |
| 2018 | Tom Guyon          | KTM          | Luca Dissrens           | KTM         |
| 2019 | Florian Miot       | Yamaha       | Quentin Marc Prugnieres | KTM         |
| 2020 | Kay Karssemakers   | Yamaha       | Sacha Coenen            | KTM         |
| 2021 | Lucas Coenen       | Kawasaki     | Mathis Valin            | Gas Gas     |
| 2022 | Adrien Petit       | Yamaha       | Mano Faure              | Husqvarna   |
| 2023 | Mathis Valin       | Gas Gas      | Ryan Oppliger           | KTM         |
| 2024 | Tom Brunet         | KTM          | Leo Diss-Fenard         | KTM         |